# Анга-торе
Анга́-торе́, также Инга́-тюра́, Анка́-торе́, Енге́-тора́ (перс. اینگا تورا‎, XIV век, Каратал — после 1389 года, за Иртышом) — правитель крупного могольского улуса и военачальник, выступавший против агрессии Тамерлана на Моголистан.
Киргизы входили в состав средневековых могулов, и играли большую роль в этом объединении. Предводители киргизов Хаджи-бек и его племянник Анга-торе играли в Моголистане не меньшую роль, чем дуглаты.Жаксылык Сабитов и Табылды Акеров
Имя Анга-торе упоминается в Зафар-наме Йезди, Зафар-наме Шами, Маджму ат-Таварих Аксикенди, где описываются походы Тамерлана на Моголистан. Анга-торе управлял одним из крупных улусов моголов, который включал Семиречье, северный и центральный Тянь-Шань— юго-восток Казахстана и север современного Кыргызстана.

## Происхождение
Согласно Зафар-наме, Анга-торе приходился племянником Хаджи-беку аркинуту, одному из военачальников и соратников Тоглук-Тимура, основателя государства Моголистан. Юрт Хаджи-бека и Анга-торе находился в долине реки Каратал в Семиречье. Тюркский термин «торе» означает принадлежность обладателя к высшей знати.

## Внешняя политика

### Борьба с Тамерланом
Влияние Анга-торе усилилось в период междоусобиц в Моголистане в 1370—1380 годах. В 1387—1388 годы совершил поход в Мавераннахр, захватил окрестности Самарканда и Бухары. В конце 1380-х годов в связи с усилением захватнической политики Тамерлана в Семиречье и Дешт-и-Кипчаке Анга-торе, хан Золотой Орды Тохтамыш и Камар ад-Дин, эмир могольского улуса, заключили военный союз против Тамерлана. В 1389 году к этому союзу присоединился и новый хан Моголистана Хизр-Ходжа сын Тоглук-Тимура.
Сложившийся союз способствовал объединению разрозненных политических и военных сил Золотой Орды и Моголистана против единого врага. Коалиция была направлена против попыток Тамерлана поставить в зависимость население территорий современных Казахстана и Кыргызстана, помешать укреплению хозяйственной и политической независимости государств на территории Дешт-и-Кипчака, Семиречья и Притяньшанья. В ответ на объединение сил правителей Золотой Орды и Моголистана Тамерлан предпринял два наиболее тяжелых по последствиям для коренного населения грабительских похода: в 1389 году в Моголистан и в 1390—1391 годы в Золотую Орду.
Аксикенди рассказывает о совместном походе Токтамыш-хана и Анга-торе и их борьбу за Тянь-Шань и Ферганскую долину. Основные боевые действия проходили в долине реки Талас. В источнике также говорится о том, что Токтамыш-хан, объединив военные отряды владений баарин продвинулся через верховья Таласа на место битвы.
В 1390 году войско Тамерлана проследовало к Иссык-Кулю, затем на Кок-Тюбе, миновало Алмалык, переправилось через реку Или и настигло Анга-торе на реке Каратал. Сперва Тамерлан разбил 10-тысячное войско Анга-торе, затем через Тарбагатай направился на реку Аягуз для уничтожения основных сил Анга-торе. Войско возглавляемое сыном Тамерлана Умар-шейхом, настигло войско Анга-торе у озера Кобек (или же реки Кобук), протекающей к югу от хребта Саур), на котором Анга-торе потерпел поражение и ушел за Иртыш.
О дальнейшей судьбе Анга-торе сведений в хрониках не имеется.

## Потомки
В Маджму ат-Таварих приводится подробная генеалогия потомков Анга-торе. Все имена  совпадают с именами родоначальников и с названиями подразделений киргизского родоплеменного объединения Монолдор, зафиксированными в их санжыра.